# Norbert Dill
Norbert Emil Dill (* 1. Dezember 1938 in Würzburg; † 8. März 2021 in Los Angeles, Kalifornien) war ein deutscher Rhönradturner.

## Werdegang
Norbert Dill kam früh zum Rhönradsport; 1958 gewann er überlegen den Titel des bayerischen Meisters. Als das Rhönradturnen 1959 in den Deutschen Turner-Bund aufgenommen wurde, ermöglichte ihm das die Teilnahme an nationalen Titelkämpfen. Bei den ersten deutschen Meisterschaften 1960 in Hannover setzte sich Dill ebenso klar durch wie bei der zweiten Auflage 1962 in Berlin.
In den späten 1960er-Jahren wanderte Norbert Dill in die USA aus, wo er ein Unternehmen für Gymnastikbedarf gründete. Nachdem Dill Mitte der 1990er-Jahre aus dem operativen Geschäft zurücktrat wird Norbert's Athletic Products von seinem Sohn Loren Dill fortgeführt. Das Unternehmen und die Familie Dill förderten seit den 1970er Jahren den Rhönradsport in den USA; so wurde 2011 auch ihre Initiative die USA Wheel Gymnastics Federation gegründet, der offizielle US-amerikanische Rhönrad-Turnverband.
Norbert Dill verstarb am 8. März 2021 in Los Angeles, Kalifornien.